# Alpine (Wyoming)

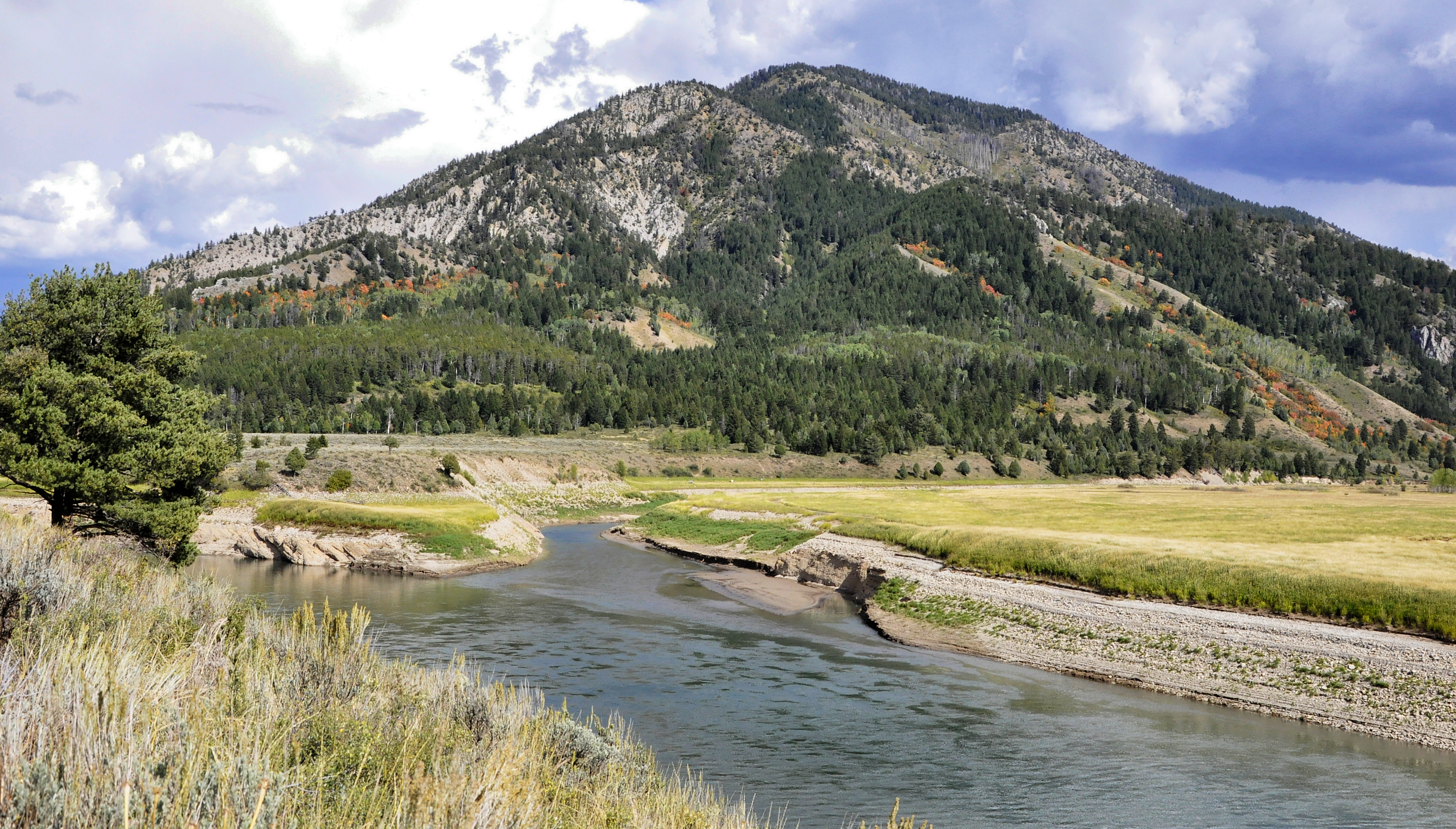
Samenvloeiing van Greys River (voorgrond) en Snake River in Alpine

Alpine is een plaats (town) in het westen van de Amerikaanse staat Wyoming, en valt bestuurlijk gezien onder Lincoln County. In Alpine valt jaarlijks gemiddeld meer dan 1 m sneeuw en de plaats is daarom een van de meest aantrekkelijke recreatiegebieden tijdens de winter op het Amerikaanse continent.

## Demografie
Bij de volkstelling in 2000 werd het aantal inwoners vastgesteld op 550.
In 2006 is het aantal inwoners door het United States Census Bureau geschat op 789, een stijging van 239 (43,5%). In 2010 was het aantal inwoners 828.

## Geografie
Volgens het United States Census Bureau beslaat de plaats een oppervlakte van
1,8 km², geheel bestaande uit land. Alpine ligt op ongeveer 1717 m boven zeeniveau.
Bij Alpine komen de Snake River, de Greys River en de Salt River samen in het Palisades Reservoir.

## Plaatsen in de nabije omgeving
De onderstaande figuur toont nabijgelegen plaatsen in een straal van 36 km rond Alpine.